# Список Героев Советского Союза (Алтайский край)
Список Героев Советского Союза, родившихся в Алтайском крае.

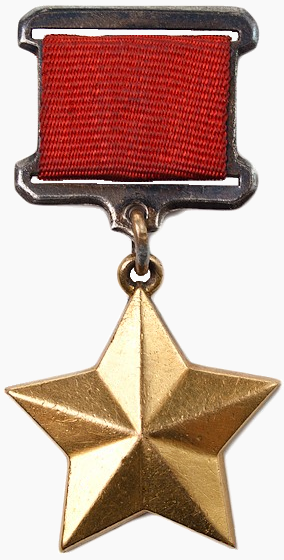
Медаль «Золотая Звезда» — вручалась Героям Советского Союза

## А
- Абдрезаков, Али Касимович (1912—1992), Указ от 22.02.1944
- Абрамов, Афанасий Нестерович (1906—1955), 15.01.1944
- Авдеев, Иван Павлович (1910—1978), 29.06.1945
- Аврамков, Прокопий Иванович (1923—1944), 04.06.1944
- Азаров, Пётр Лукьянович (1922—1954), 19.04.1945
- Алейников, Александр Георгиевич (1913—????), 29.06.1945
- Андреев, Георгий Федосеевич (1922—1945), 15.05.1946
- Анисичкин, Фёдор Иванович (1915—1998), 22.02.1944
- Асташкин, Михаил Егорович (1908—1941), 10.02.1942

## Б
- Баздырёв, Григорий Афанасьевич (1907—1971), Указ от 03.06.1944
- Баканов, Сергей Семёнович (1911—1990), 24.03.1945
- Баклаков, Василий Ильич (1902—1982), 23.09.1944
- Бакуров, Дмитрий Алексеевич (1922—2019), 16.10.1943
- Балабанов, Анатолий Иванович (1912—1980), 29.06.1945
- Баляев, Яков Илларионович (1924—1945), 04.09.1945
- Басманов, Владимир Иванович (1923—1985), 29.06.1945
- Басов, Иван Сидорович (1905—1964), 23.09.1944
- Беликов, Василий Иванович (1921—1944), 24.04.1944
- Белоконь, Пётр Ксенофонтович (1917—1973), 21.02.1945
- Белоус, Антон Иванович (1921—1986), 15.05.1946
- Белоусов, Степан Мартынович (1918—1943), 21.10.1943
- Бердников, Гавриил Васильевич (1918—1981), 24.03.1945
- Бердников, Николай Анфимович (1913—1983), 15.05.1946
- Березин, Иван Николаевич (1923—1944), 24.03.1945
- Березуцкий, Иван Михайлович (1918—2000), 23.02.1945
- Береснев, Григорий Ефимович (1916—1944), 24.03.1945
- Брилин, Павел Тимофеевич (1913—1969), 19.04.1945
- Бирюков, Александр Иванович (1920—1973), 13.09.1944
- Бовт, Василий Афанасьевич (1916—1949), 15.09.1946
- Богашев, Александр Иннокентьевич (????—????), 13.09.1944
- Болотов, Андрей Иванович (1919—????), 15.01.1944
- Борисов, Михаил Фёдорович (1924—2010), 10.01.1944
- Борисов, Николай Иванович (1913—1945), 15.05.1946
- Бочарников, Пётр Степанович (1907—1944), 13.09.1944
- Булгаков, Александр Герасимович (1910—1984), 26.09.1944
- Бурындин, Андрей Александрович (1920—1992), 31.05.1945
- Быстров, Василий Александрович (1922—1993), 06.04.1945

## В
- Вахонин, Григорий Иванович (1919—1973), Указ от 15.01.1944
- Вожакин, Георгий Михайлович (1921—????), 31.05.1945
- Волков, Николай Терентьевич (1915—1956), 15.01.1944
- Волковенко, Афанасий Иванович (1907—1944), 04.06.1944
- Воробьев, Николай Николаевич (1919—????), 23.10.1943
- Выдрин, Иван Ефремович (1908—1987), 21.02.1945

## Г
- Габов, Евгений Григорьевич (1922—????), Указ от 24.03.45
- Гаврилин, Николай Митрофанович (1917—1979), 17.10.43
- Глушков, Иван Васильевич (1918—1988), 19.04.45
- Голубев, Сергей Васильевич (1923—????), 29.06.45
- Гордополов, Геннадий Дмитриевич (1913—1982), 30.10.43
- Горин, Николай Кузьмич (1925—????), 27.02.45
- Гриб, Иван Евдокимович (1911—23.1.87), 26.10.43
- Григорьев, Иван Иванович (1923—1945), 27.06.45
- Гридасов, Григорий Макарович (1922—1995), 15.05.46
- Грязнов, Александр Матвеевич (1918—1941), 22.07.41
- Губанов, Максим Герасимович (1920—2006), 06.03.45
- Губин, Андриан Макарович (1913—1944), 30.06.44
- Гулькин, Иван Тихонович (1923—1945), 04.02.44

## Д
- Давиденко, Григорий Митрофанович (24.2.1916-25.4.1993), Указ от 22.07.44
- Давыдов, Андрей Яковлевич (1923—1993), 15.01.44
- Дёмин, Николай Николаевич (1924—2002), 29.06.45
- Добродомов, Григорий Сергеевич (1925—????), 10.01.44
- Донских, Александр Иванович (1918—????), 24.03.45
- Донских, Иван Григорьевич (1917—????), 31.05.45
- Дорофеев, Александр Иванович (1914—1944), 22.02.44
- Дряничкин, Михаил Ефимович (1909—????), 10.04.45
- Дубинин, Василий Михайлович (1920—1979), 22.02.43
- Дытченко, Александр Степанович (1921—????), 27.02.45

## Е
- Екимов, Григорий Андреевич (1909—1944), Указ от 21.07.44
- Елесин, Михаил Васильевич (1918—1952), 29.10.43
- Елеусов, Жанбек Акатович (1925—????), 16.10.43
- Елютин, Василий Павлович (1924—1984), 21.07.44
- Емельяненко, Анатолий Дмитриевич (1918—????), 22.01.44
- Емцов, Пётр Кузьмич (1909—1941), 21.07.42
- Ерёмушкин, Николай Николаевич (1925—1943), 15.01.44
- Ефремов, Пётр Николаевич (1925—1976), 15.01.44

## Ж
- Желнов, Фёдор Георгиевич (1923—1981), Указ от 10.01.44
- Жидких, Александр Петрович (1925—1977), 30.10.43
- Жуканов, Николай Антонович (1922—1992), 18.08.45
- Жуков, Данил Алексеевич (1925—1963), 27.02.45

## З
- Загайнов, Степан Тарасович (1921—1945), Указ от 10.04.45
- Зарянов, Николай Николаевич (1920—1985), 22.02.44
- Засорин, Иван Михайлович (1913—1981), 24.03.45
- Захаров, Василий Иванович (1923—1944), 29.10.43
- Захаров, Николай Николаевич (1919—1982), 24.03.45
- Зварыгин, Пантелей Александрович (1914—1944), 13.09.44
- Землянов, Андрей Егорович (1924—1987), 24.05.44
- Зима, Иван Павлович (1914—1979), 23.10.43
- Зинченко, Иван Михайлович (1923—????), 24.03.45
- Зорин, Григорий Трофимович (1923—1976), 21.02.45
- Зудилов, Василий Фёдорович (1917—????), 02.08.44

## И
- Иванов, Василий Митрофанович (1920—1976), Указ от 04.02.44
- Иванов, Илья Данилович (1916—1981), 17.10.43
- Ильин, Николай Яковлевич (1922—1943), 08.02.43
- Ионин, Григорий Петрович (1917—1982), 17.10.43
- Иотка, Феодосий Антонович (1913—????), 19.03.44
- Исаков, Георгий Семёнович (1919—1944), 13.09.44

## К
- Кагыкин, Пётр Петрович (1912—1952), Указ от 15.05.46
- Казарцев, Александр Игнатьевич (1901—1985), 01.02.43
- Калашников, Александр Петрович (1915—1943), 22.02.44
- Калинин, Алексей Николаевич (1922—1943), 10.01.44
- Камагин, Александр Иванович (1924—1979), 27.02.45
- Камзараков, Дмитрий Константинович (1918—1944), 24.03.44
- Камоликов, Дмитрий Тимофеевич (1923—????), 24.03.45
- Карнаков, Михаил Севастьянович (1923—1943), 07.08.43
- Каулько, Иван Демидович (1912—1976), 24.12.43
- Кащеева, Вера Сергеевна (1922—1975), 22.02.44
- Кердань, Фёдор Кириллович (1925—????), 29.06.45
- Киреев, Семён Яковлевич (1916—1944), 21.07.44
- Киселёв, Степан Васильевич (1918—????), 19.03.44
- Климовский, Николай Афанасьевич (1910—????), 27.06.45
- Клочков, Василий Георгиевич (1919—1941), 21.07.42
- Козин, Нестор Дмитриевич (1902—1994), 29.05.45
- Конев, Александр Степанович (2.7.1916—26.7.1992), 15.01.44
- Конев, Борис Иванович (1914—1944), 29.10.43
- Коньшаков, Андрей Степанович (1909—1982), 26.10.43
- Копытов, Михаил Борисович (1921—1973), 10.01.44
- Корнев, Иван Фёдорович (1906—????), 26.10.43
- Коробкин, Иван Петрович (1921—1944), 24.03.45
- Коробов, Михаил Николаевич (1925—????), 24.03.45
- Коробов, Степан Яковлевич (1911—1965), 19.04.45
- Королёв, Фёдор Филиппович (1924—1980), 24.04.45
- Коршунов, Павел Кузьмич (1918—1973), 13.11.43
- Косолапов, Валентин Иванович (1919—1983), 15.05.46
- Кошелев, Иван Сергеевич (1905—1972), 03.06.44
- Красилов, Александр Семёнович (1902—1942), 21.02.44
- Красильников, Николай Петрович (1901—1944), 22.07.44
- Кречетов, Василий Степанович (1916—????), 29.06.45
- Кривошапкин, Аркадий Алексеевич (1921—жив), 25.06.45
- Крючков, Абрам Иванович (1910—1941), 21.07.42
- Кузнецов, Иван Лазаревич (1913—????), 17.04.43
- Кузнецов, Иван Фёдорович (1922—1979), 16.10.43
- Кузнецов, Николай Павлович (1923—2003), 10.01.44
- Кузьмин, Анатолий Наумович (1924—????), 24.03.45
- Кузьмин, Иван Антонович (1916—1963), 27.02.45
- Куропятник, Дмитрий Григорьевич (1911—1981), 15.01.44

## Л
- Лабуз, Павел Иванович (1925—????), Указ от 10.04.45
- Ладушкин, Иван Мартынович (1922—1945), 29.06.45
- Ландик, Иван Иванович (18.2.1919—18.4.1945), 27.06.45
- Лапердин, Николай Филиппович (1921—????), 24.03.45
- Ларёв, Иван Васильевич (1916—1944), 22.02.44
- Ларин, Андрей Васильевич (1911—????), 23.10.43
- Лахин, Иван Тимофеевич (1914—????), 10.01.44
- Лебедев, Виктор Михайлович (1924—1943), 15.01.44
- Левин, Григорий Михайлович (1902—????), 29.06.45
- Лёнкин, Александр Николаевич (1916—1964), 07.08.44
- Леухин, Никанор Андреевич (1918—1944), 17.10.43
- Ликунов, Иван Сергеевич (1911—1943), 31.03.43
- Литвиненко, Тихон Петрович (1913—1944), 23.09.44
- Лихачёв, Иван Ильич (1922—????), 22.02.44
- Лихотворик, Владимир Степанович (1906—????), 24.03.45
- Логвин, Пётр Иванович (1918—????), 10.01.44
- Логинов, Леонид Семёнович (1925—????), 28.04.45
- Лукьяненко, Антон Иосифович (1916—1944), 10.01.44

## М
- Макаров, Василий Маркелович (1918—1973), Указ от 30.10.43
- Максин, Ксенофонт Павлович (1911—1943), 17.10.43
- Малахов, Николай Михайлович (1921—1993), 29.06.45
- Мальцев, Михаил Андреевич (1917—1974), 31.05.45
- Маматов, Демьян Прохорович (1912—1945), 27.02.45
- Мануйлов, Василий Иванович (1925—1943), 06.10.43
- Маркелов, Николай Данилович (1920—1945), 23.02.45
- Марковский, Вениамин Яковлевич (1924—1943), 15.01.44
- Марчук, Михаил Андреевич (1906—1971), 24.03.45
- Марчуков, Николай Миронович (1922—1945), 15.05.46
- Маскаев, Михаил Филиппович (1918—1984), 04.06.44
- Масликов, Антон Трофимович (1926—1944), 22.07.44
- Матвеев, Алексей Васильевич (1907—1976), 22.02.44
- Мацыгин, Пётр Иванович (1922—????), 10.01.45
- Медведев, Михаил Михайлович (1923—????), 26.10.43
- Митин, Гавриил Степанович (1908—1941), 21.07.42
- Михайлов, Поликарп Михайлович (1909—1944), 13.09.44
- Мишенин, Николай Михайлович (1924—1943), 15.01.44
- Морозов, Лаврентий Ильич (1905—1997), 10.01.44
- Мурашкин, Михаил Фёдорович (1914—1977), 24.03.45

## Н
- Найдёнов, Григорий Артёмович (1915—????), Указ от 24.12.43
- Найдёнов, Николай Алексеевич (1918—????), 24.08.43
- Налимов, Сергей Венедиктович (1914—1976), 24.12.43
- Немтинов, Аким Андреевич (1918—1944), 01.07.44
- Никулин, Павел Ефимович (1909—1951), 10.04.45
- Новиков, Геннадий Иванович (1915—????), 27.06.45
- Нортенко, Василий Иванович (1922—????), 24.03.45
- Носов, Савелий Васильевич (1923—????), 15.05.46

## О
- Осипов, Илья Тимофеевич (1922—1944), Указ от 10.01.44
- Ощепков, Андрей Иванович (1922—1943), 10.03.44

## П
- Павлов, Александр Георгиевич (1918—1947), Указ от 28.09.43
- Пайгусов, Евсигний Григорьевич (1913—????), 06.04.45
- Панкратов, Василий Никитович (1913—1983), 29.06.45
- Паршин, Михаил Артамонович (1925—1944), 24.03.45
- Пастухов, Дмитрий Тимофеевич (1923—1949), 27.06.45
- Пасько, Евдокия Борисовна (1919—????), 26.06.44
- Перепечин, Пётр Мартынович (1915—1982), 10.01.44
- Пестерев, Георгий Иванович (1918—????), 23.02.45
- Петриков, Андрей Гаврилович (1907—1971), 21.07.44
- Петров, Антон Васильевич (1909—????), 29.06.45
- Пивень, Пётр Степанович (1919—1980), 15.01.44
- Пилипенко, Иван Маркович (1912—1942), 13.12.42
- Пичугов, Василий Григорьевич (1912—????), 15.01.44
- Плотников, Дмитрий Иванович (1921—1947), 22.02.44
- Плотников, Павел Артемьевич (1920—2000), 19.08.44, 27.06.45
- Попов, Степан Иванович (1912—1945), 27.06.45
- Поскрёбышев, Иван Сергеевич (1913—1967), 10.04.45
- Приходько, Геннадий Андреевич (1919—????), 15.01.44
- Прованов, Григорий Васильевич (1901—1942), 04.02.43
- Птухин, Александр Мефодьевич (1923—1944), 10.01.44
- Пятакович, Александр Францевич (1921—????), 24.03.45

## Р
- Раевский, Григорий Николаевич (1911—1944), Указ от 15.01.44
- Ребров, Михаил Семёнович (1922—????), 16.10.43
- Рогачёв, Михаил Иосифович (1920—1943), 01.11.43
- Рублевский, Владимир Степанович (1925—1944), 24.03.45
- Рубусин, Сергей Михайлович (1924—1945), 10.04.45
- Рукин, Игнат Трофимович (1916—1943), 20.12.43
- Рыжаков, Василий Емельянович (1916—1944), 13.09.44
- Рыжов, Александр Дмитриевич (1904—????), 27.02.45

## С
- Савельев, Афанасий Спиридонович (1916—1977), Указ от 06.04.45
- Самохвалов, Иосиф Иванович (1918—1981), 26.10.44
- Санников, Фёдор Ефимович (1903—????), 04.06.44
- Сапалёв, Иван Григорьевич (1912—1976), 16.10.43
- Свистов, Павел Дмитриевич (1924—1983), 24.03.45
- Севриков, Иван Тимофеевич (1917—????), 22.02.43
- Сельский, Семён Петрович (1924—2004), 24.03.45
- Семакин, Афанасий Иванович (1907—1945), 05.05.46
- Сенчихин, Прокофий Фёдорович (1923—1944), 10.01.44
- Сериков, Василий Дмитриевич (1919—1943), 17.10.43
- Сигаков, Дмитрий Ильич (1921—1984), 27.06.45
- Сидоренко, Александр Филиппович (1915—1982), 10.01.44
- Сидякин, Василий Павлович (1922—????), 10.04.45
- Симинихин, Николай Ефимович (1922—????), 24.03.45
- Смирнов, Владимир Ефимович (1924—????), 04.06.44
- Смышляев, Афанасий Спиридонович (1918—1945), 29.06.45
- Собко, Иван Кузьмич (1919—????), 15.01.44
- Созинов, Владимир Петрович (1904—1981), 22.07.44
- Старыгин, Александр Васильевич (1921—1946), 26.10.43
- Столбов, Филипп Агафонович (1921—1979), 29.06.45
- Стренин, Фёдор Михайлович (1921—1948), 01.11.43
- Стрыгин, Василий Петрович (1920—1980), 02.11.44
- Субботин, Ефим Фёдорович (1918—????), 24.03.45
- Супонин, Дмитрий Владимирович (1918—1984), 04.02.44
- Сухов, Василий Иванович (1910—1945), 27.02.45
- Сыркин, Иван Спиридонович (1916—1944), 13.09.44

## Т
- Тагильцев, Владимир Михайлович (1922—1982), Указ от 27.06.45
- Тарановский, Василий Яковлевич (1907—1979), 24.03.45
- Тарасов, Николай Арсентьевич (1915—1945), 23.03.45
- Терехов, Филипп Филиппович (1923—1943), 17.10.43
- Токмин, Иван Климентьевич (1912—1943), 01.11.43
- Трофимов, Евгений Фёдорович (1920—1981), 22.08.44
- Трофимов, Николай Игнатьевич (1915—1941), 21.07.42
- Тупицын, Григорий Афанасьевич (1915—1983), 07.03.45

## У
- Ударцев, Григорий Андреевич (1919—1984), Указ от 21.07.44
- Уланин, Дмитрий Дмитриевич (1919—1967), 21.02.45
- Урзля, Владимир Матвеевич (1916—1945), 15.05.46
- Усатюк, Иван Романович (1917—????), 26.10.44

## Ф
- Федоренко, Иван Сергеевич (1925—1945), Указ от 31.05.45
- Фёдоров, Николай Дмитриевич (1918—1944), 24.03.45
- Федотов, Василий Николаевич (1915—????), 23.10.43
- Фефелов, Яков Филиппович (1923—1945), 27.02.45
- Фигичев, Валентин Алексеевич (1917—1988), 23.11.42
- Филиппов, Иван Иванович (1912—1944), 10.01.44
- Филонов, Александр Григорьевич (1920—????), 24.03.44
- Фильчаков, Иван Яковлевич (1914—1981), 22.02.44
- Фомин, Фёдор Фролович (1915—1942), 06.02.42
- Фролов, Михаил Павлович (1916—????), 10.01.44

## Х
- Халманов, Иосиф Васильевич (1906—1970), Указ от 24.03.45
- Халявицкий, Максим Михайлович (1909—1944), 23.04.45
- Хворов, Леонид Петрович (1923—1961), 27.06.45
- Хечеев, Бембя Манджиевич (1917—1954), 15.05.46
- Храпов, Леонид Георгиевич (1911—1945), 19.04.45
- Хроменков, Иван Устинович (1903—????), 26.10.43

## Ц
- Цуканова, Мария Никитична (????—1945), Указ от 14.09.45

## Ч
- Часов, Дмитрий Иванович (1911—????), Указ от 22.02.45
- Чекаев, Кузьма Никитич (1903—1945), 24.03.45
- Черемнов, Леонтий Арсентьевич (1913—1942), 21.02.44
- Черников, Иван Николаевич (1910—1978), 15.05.45
- Чернов, Георгий Николаевич (1916—1944), 24.03.45
- Чернов, Иван Григорьевич (1924—1962), 15.05.46.
- Черновский, Семён Александрович (1918—????), 29.06.45
- Чирков, Александр Афанасьевич (1925—1944), 15.01.44
- Чудинов, Пётр Алексеевич (1918—19.43), 24.12.43

## Ш
- Шадрин, Иван Демидович (1913—1985), Указ от 21.07.42
- Шаповалов, Николай Дмитриевич (1925—1985), 24.03.45
- Шапочкин, Михаил Фирсович (1921—1993), 30.10.43
- Шатохин, Иван Григорьевич (1921—1944), 03.06.44
- Швидко, Николай Андреевич (1924—1943), 43
- Шевелёв, Николай Семёнович (1922—1980), 26.10.44
- Шевцов, Иван Андреевич (1919—2008), 27.08.43
- Шередегин, Пётр Васильевич (1913—2002), 26.10.43
- Шехирев, Борис Александрович (1919—1995), 18.08.45
- Шикунов, Иван Тимофеевич (1915—1944), 19.03.44
- Шишкин, Михаил Владимирович (1922—1943), 22.02.44
- Шкурат, Дмитрий Иванович (1925—1944), 13.09.44
- Шокуров, Александр Алексеевич (1920—1994), 27.06.45

## Щ
- Щербаков, Яков Дмитриевич (1915—1991), Указ от 13.09.44
- Щербина, Василий Илларионович (1913—????), 01.11.43
- Щетинин, Григорий Евдокимович (1922—1988), 22.02.44

## Я
- Яковлев, Тимофей Алексеевич (1905—1974), Указ от 24.03.45
- Яркин, Иван Петрович (1913—1944), 24.04.44
- Яровиков, Иван Максимович (1920—1945), 22.02.44